# Reino de Solør
El reino de Solør es el antiguo nombre de una región histórica, antiguo reino de Noruega. Actualmente comprende el valle de Glomma entre Elverum al norte y Kongsvinger al sur; es parte del condado de Hedmark.

## Etimología
La forma original en nórdico antiguo fue Soløyjar. El primer elemento sol probablemente significa "barro o fango", y el segundo elemento es la forma plural de øy: "tierra llana a lo largo del río".

## Historia
La Noruega de la Era Vikinga estuvo dividida en pequeños reinos independientes gobernados por caudillos que gobernaban los territorios, competían por la supremacía en el mar e influencia política, y buscaban alianzas o el control sobre otras familias reales, bien de forma voluntaria o forzadas. Estas circunstancias provocaron periodos turbulentos y vidas heroicas como se recoge en la saga Heimskringla del escaldo islandés Snorri Sturluson en el siglo XIII.